# Henri Hay de Slade
Henri Joseph Marie Hay de Slade (29. května 1893, Brest – 2. listopadu 1979) byl 15. nejúspěšnějším francouzským stíhacím pilotem první světové války s celkem 19 uznanými a 3 pravděpodobnými sestřely.
Sloužil postupně u jednotek N.80, N.86 a SPA.159. Od 28. července 1918 byl velitelem escadrille SPA.159.
Během války získal mimo jiné tato vyznamenání: Légion d'honneur, francouzský Croix de Guerre, britský Military Cross a belgický Croix de Guerre.